# スモール・アパートメント ワケアリ物件の隣人たち
『スモール・アパートメント ワケアリ物件の隣人たち』（原題: Small Apartments）は、2012年に製作されたマット・ルーカス主演のブラック・コメディ映画である。

## 概要
クリス・ミルズ原作の小説を映画化した本作。ミルズ自身が脚本も執筆し、マドンナ等のアーティストのミュージックビデオや2009年に公開されたスリラー映画『ホースメン』を手掛けたスウェーデン出身のジョナス・アカーランドが監督を手掛けた本作。貧困層の人々が住むロサンゼルス近郊のアパートを舞台に繰り広げられる人間模様をシニカルかつドライに描いている。イギリス出身のコメディアン、マット・ルーカスが、孤独で繊細な主役を演じてるほか、ジェームズ・カーン、ビリー・クリスタル、ピーター・ストーメアなどのベテランから、ジェームズ・マースデン、ジュノー・テンプル、ジョニー・ノックスビル、アマンダ・プラマーら、インデペンデント映画にもかかわらず豪華な顔ぶれが脇を固めている。また、アクション俳優として知られるドルフ・ラングレンも、見るからに怪しいベストセラー作家役として登場している。日本では劇場未公開で2013年にDVDリリースがされた。

## あらすじ
ロサンゼルス郊外にある貧困層向けアパートに住むフランクリン・フランクリン（マット・ルーカス）。親しい友人もなく、唯一の身内である兄のバーナード（ジェームズ・マースデン）は、たまたま書店でベストセラー作家のメノックス博士（ドルフ・ラングレン）の脳に関する講演を聞いたことがきっかけで、すっかりおかしくなり精神診療所へ入院してしまう。愛犬と暮らすも、向かい側に住む娘シモーン（ジュノー・テンプル）の部屋を双眼鏡で眺めては、あこがれの国「スイス」を思いながらアルペンホルンを吹く孤独な日々。ひとたびホルンを吹けば、神経質な隣人のオールスパイス（ジェームズ・カーン）からはドヤされ、もう一方の隣人であるヤク中のトミー（ジョニー・ノックスビル）とは、あまり関わらないようにしている。そんなフランクリンには、毎日ブリーフ姿でほぼ裸状態な上、一歩でも外にである際はカツラを忘れずに着用する不思議な習慣があった。
ある日、そんなフランクリンの家に大家のオリヴェッティ（ピーター・ストーメア）が家賃の督促へやってくる。家賃を払えないと説明するフランクリンに嫌味な感じで詰め寄り、あるきっかけが原因で転倒してフランクリンの目の前で絶命してしまった。フランクリンはその死体を、どうにかしようと思考を張り巡らせ、自殺を偽装するという答えに達する。早速、近隣が寝静まった真夜中に死体を運び出し、オリヴェッティが住む自宅へ到着するとガレージでその偽装に明け暮れた。しかしフランクリンの偽装が上手くいくはずもなく、通報から明るみに出ると、すぐに刑事のウォルナット（ビリー・クリスタル）たちは捜査に動き出す。「自殺」ではなく「事件」として新聞に取り上げられているのを見て、フランクリン自身も焦り始めるのだが…。

## キャスト・スタッフ

### 出演者
※括弧内は日本語吹替。
- フランクリン・フランクリン：マット・ルーカス（遠藤純一）
- オールスパイス氏：ジェームズ・カーン（こねり翔）
- バーナード・フランクリン：ジェームズ・マースデン（川田紳司）
- トミー・ボールズ：ジョニー・ノックスビル（野沢聡）
- バート・ウォルナット：ビリー・クリスタル（古川登志夫）
- シモーン：ジュノー・テンプル（小林未沙）
- オリヴェッティ：ピーター・ストーメア
- メノックス博士：ドルフ・ラングレン（山野井仁）
- フランシーン：サフロン・バロウズ
- トミーの母：アマンダ・プラマー
- トミーの恋人：レベル・ウィルソン
- オグラディ刑事：デヴィッド・ケックナー
- マクギー刑事：デヴィッド・ウォーショフスキー
- 医師：ロージー・ペレス
- 酒屋の店員：DJクオールズ
- スイス航空スチュワーデス：アンジェラ・リンドヴァル
- 救急隊員：ネッド・ベラミー
- 日本語吹替その他出演：池田ヒトシ、及川ナオキ、真矢野靖人、後藤ヒロキ、安奈ゆかり、三浦綾乃

### スタッフ
- 監督：ジョナス・アカーランド
- 脚本：クリス・ミルズ
- 原作：クリス・ミルズ
- 製作：デヴィッド・ヒラリー、ボニー・ティマーマン、他
- 製作総指揮：ベン・フェインゴールド、他
- 音楽：ペール・ゲッスレ
- 撮影：パール・H・エクベルグ
- 編集：クリスチャン・ラーソン
- プロダクション・デザイン：ヤコブ・ダルコス
- 衣装デザイン：B・アカーランド
- 日本語吹替版翻訳：岡部康子